# زوارق دورية من فئة أردهانا

## فئة أردهانا
هي نوع من زوارق الدورية التي بُنيت لصالح البحرية الإماراتية في أوائل السبعينيات ودخلت الخدمة عام 1975.
حتى عام 2009، كانت جميع السفن الست لا تزال تعمل، رغم أنه تم الإعلان عن خطط لإخراجها من الخدمة واستبدالها بكورفيت من فئة باينونة.

## لمحة تاريخية
في عام ٢٠٠٤؛ وقعت وزارة الدفاع في دولة الإمارات العربية المتحدة عقد مع شركة أبوظبي لبناء السفن من أجل بناء سفن حربية من نوع بينونة لكي تحل مكان السفن الحربية القديمة التي كانت من نوع (أردانا). بنيت السفية الأولى من نوع بينونة في فرنسا من قبل شركة الانشاءات الميكانيكية النورمندية بينما بنيت السفن المتبقية من قبل شركة أبوظبي لبناء السفن.
في التاسع من نوفمبر ٢٠١٧ أعلن الرئيس الفرنسي إيمانويل ماكرون في مؤتمر صحفي بأبوظبي، أن فرنسا باعت للإمارات العربية المتحدة فرقاطتين من طراز “جويند” الذي تنتجه شركة نافال جروب. وقالت الرئاسة الفرنسية في بيان، إن “الاتفاق يشمل أيضا خيارًا لشراء قطعتين بحريتين أخريين”. ولم يكشف مكتب الرئاسة عن التفاصيل المالية للصفقة.

## الوحدات
- P3301 اردانا
- P3302 زورارا
- P3303 موربان
- ص3304 الغلان
- P3305 رادوم
- P3306 غنادة

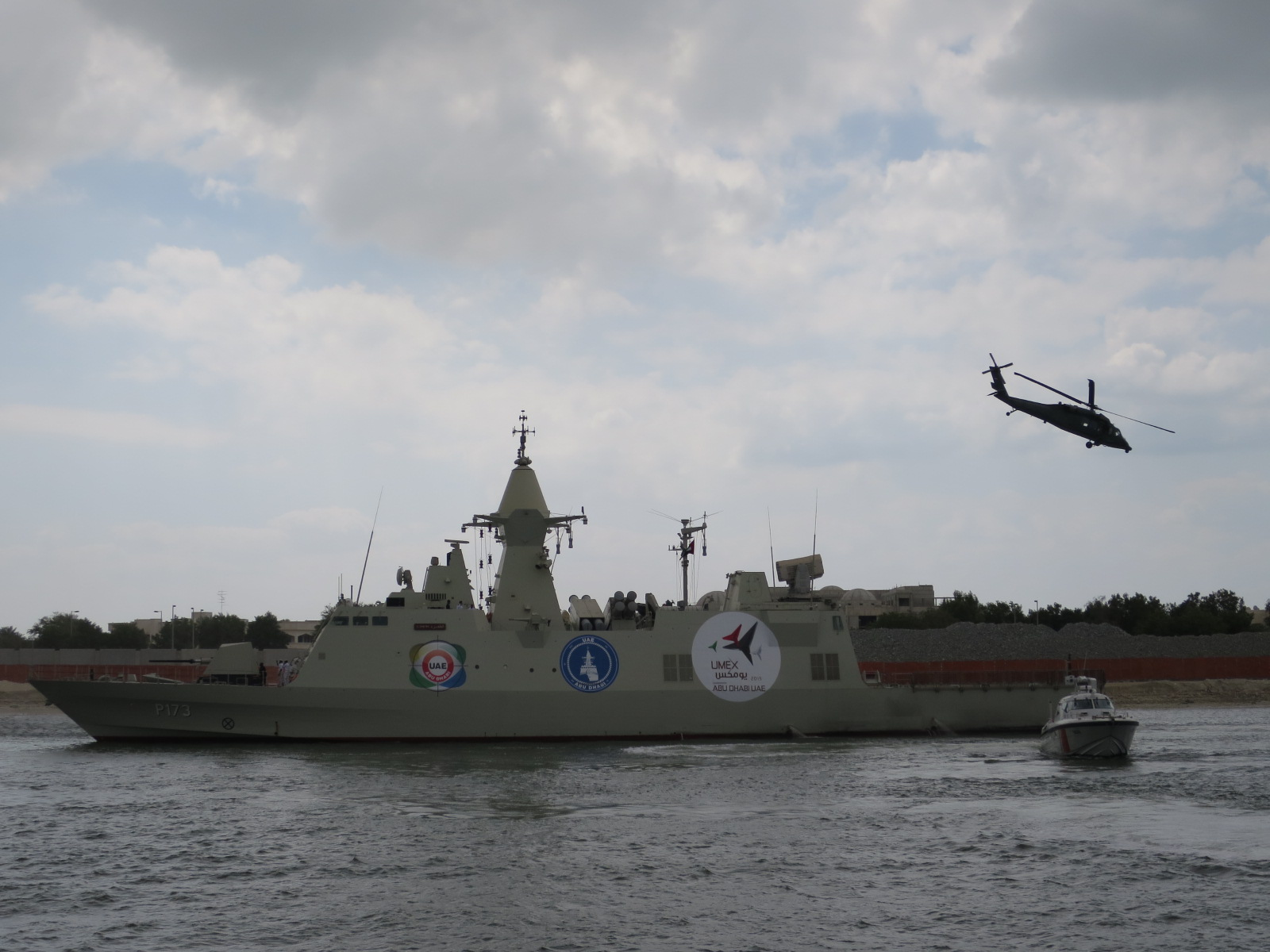
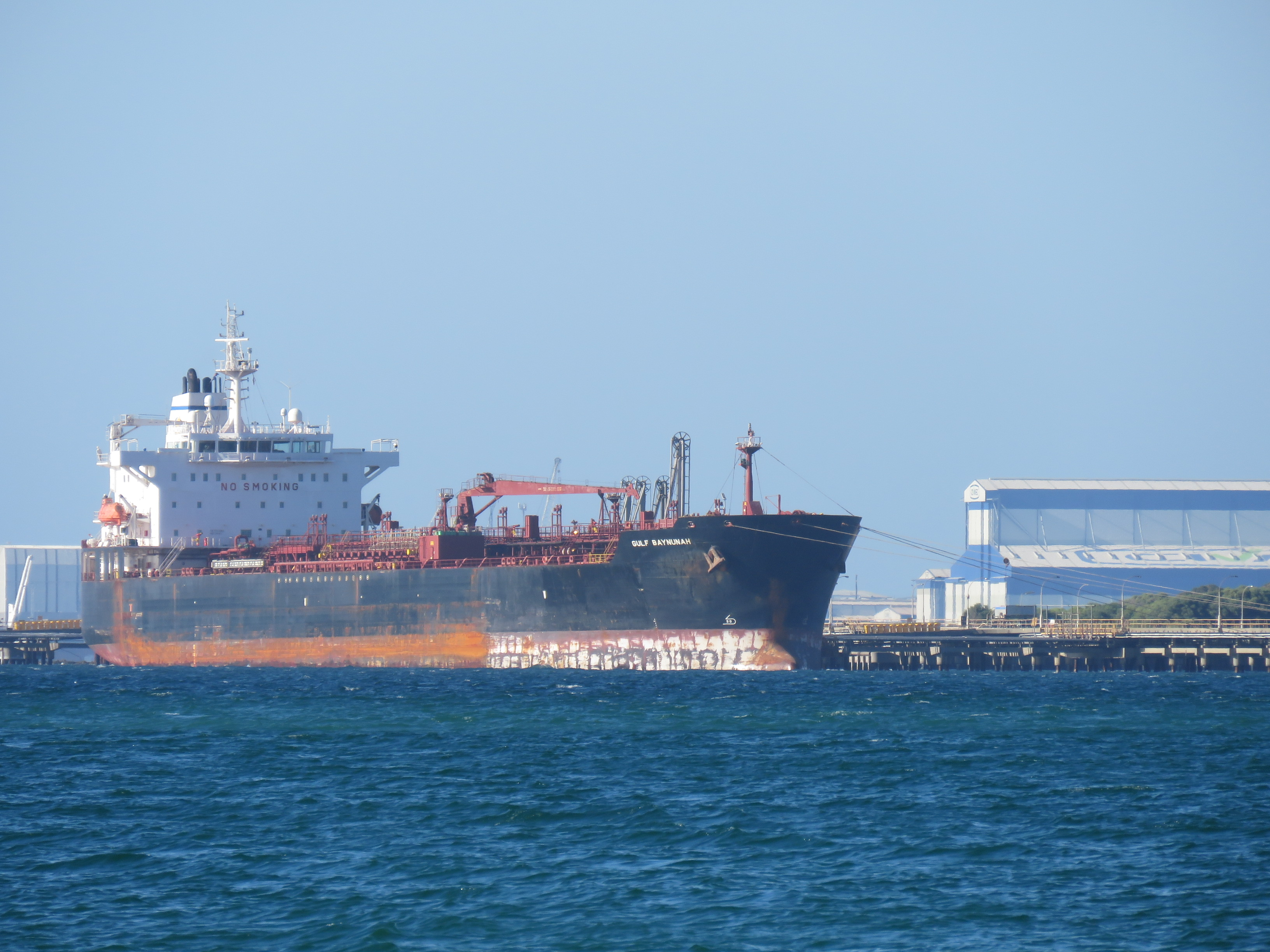
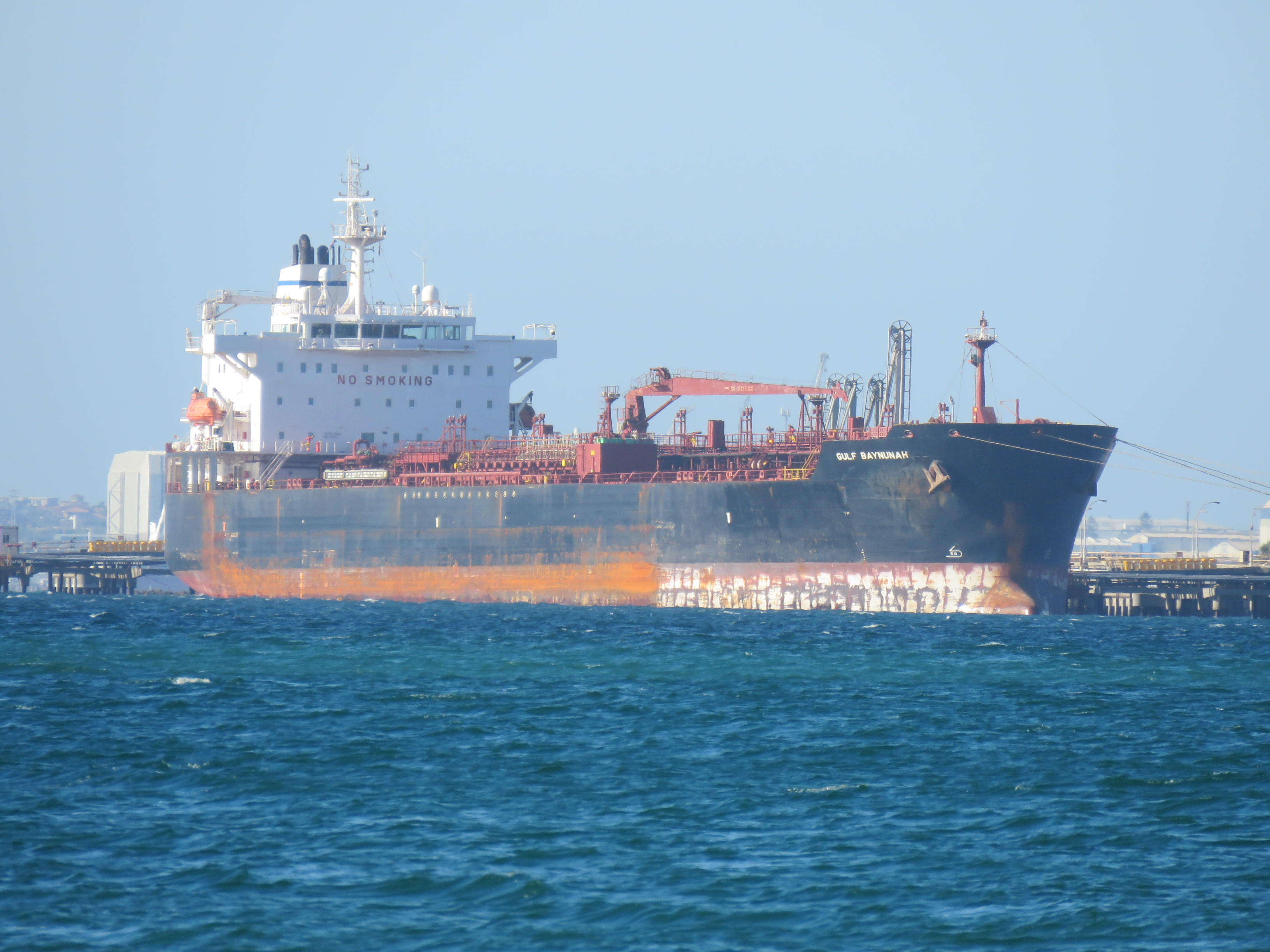
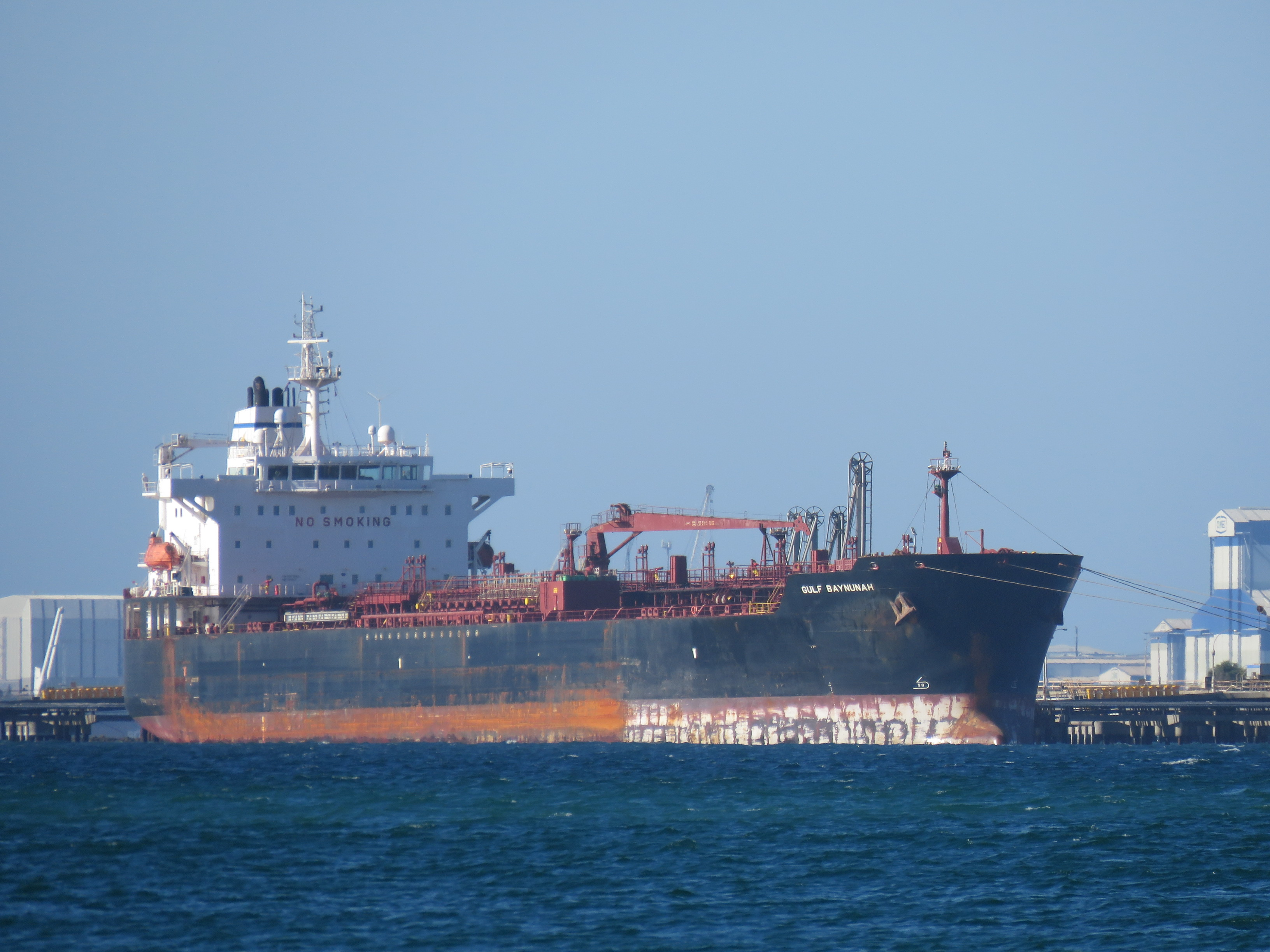
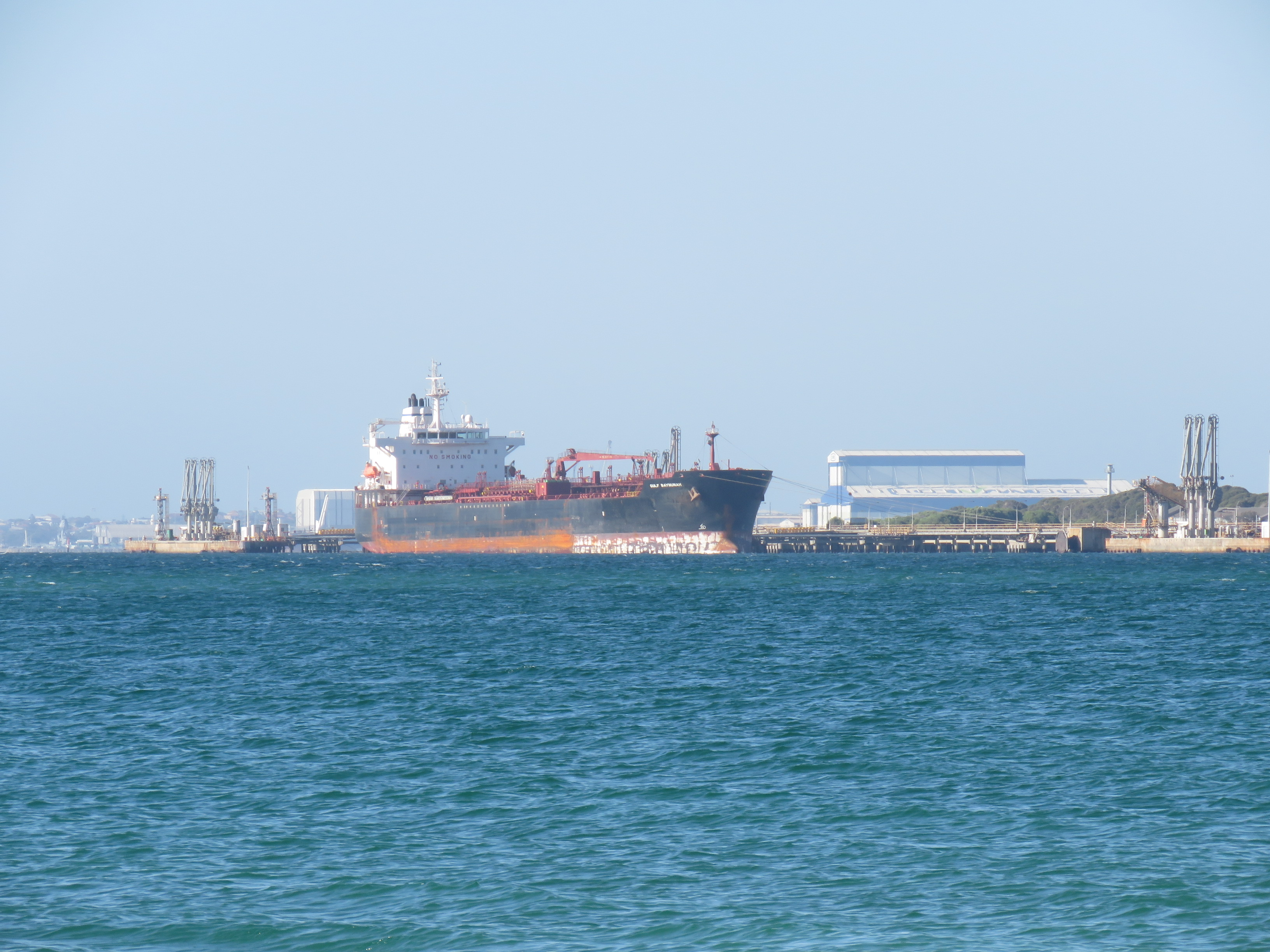
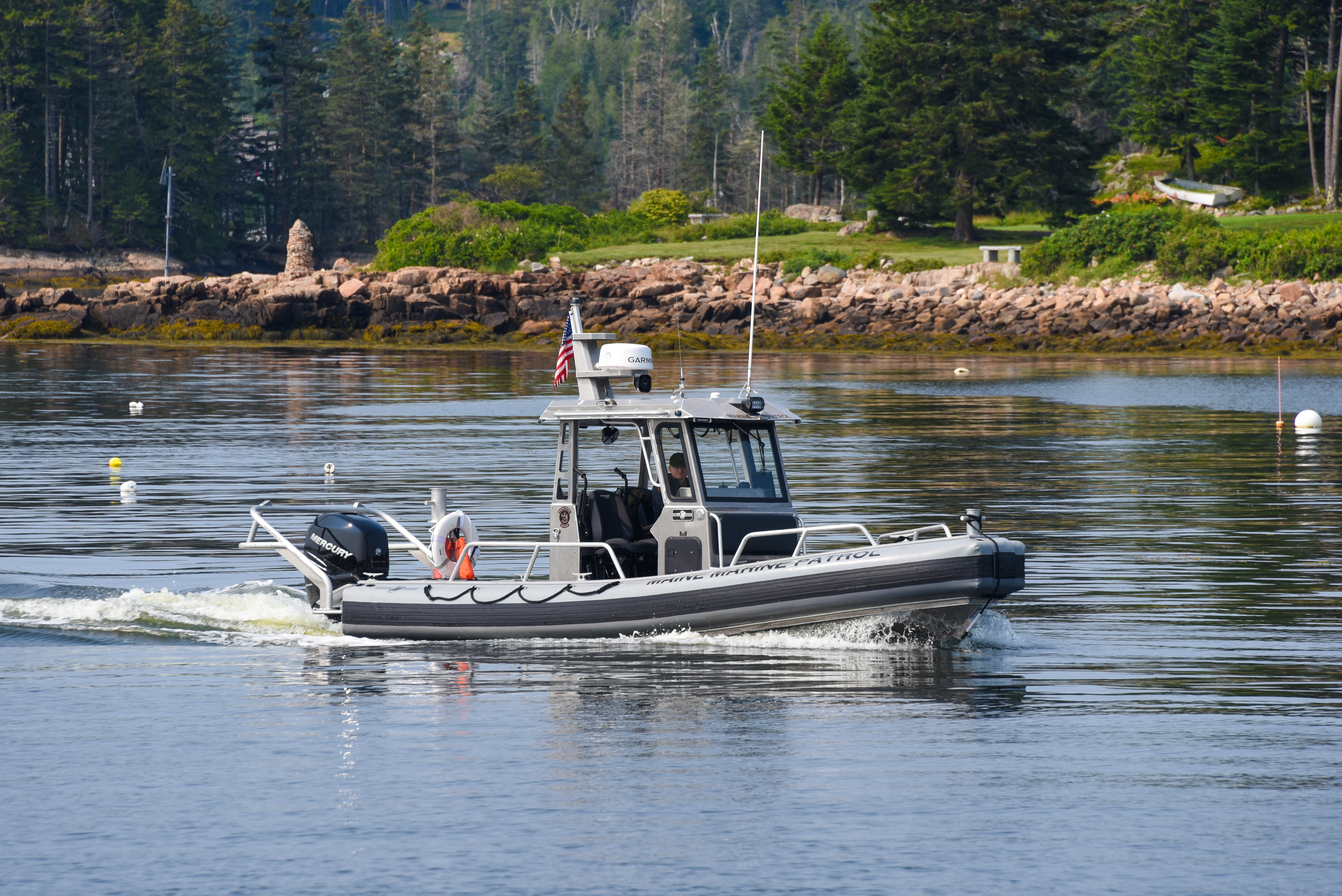
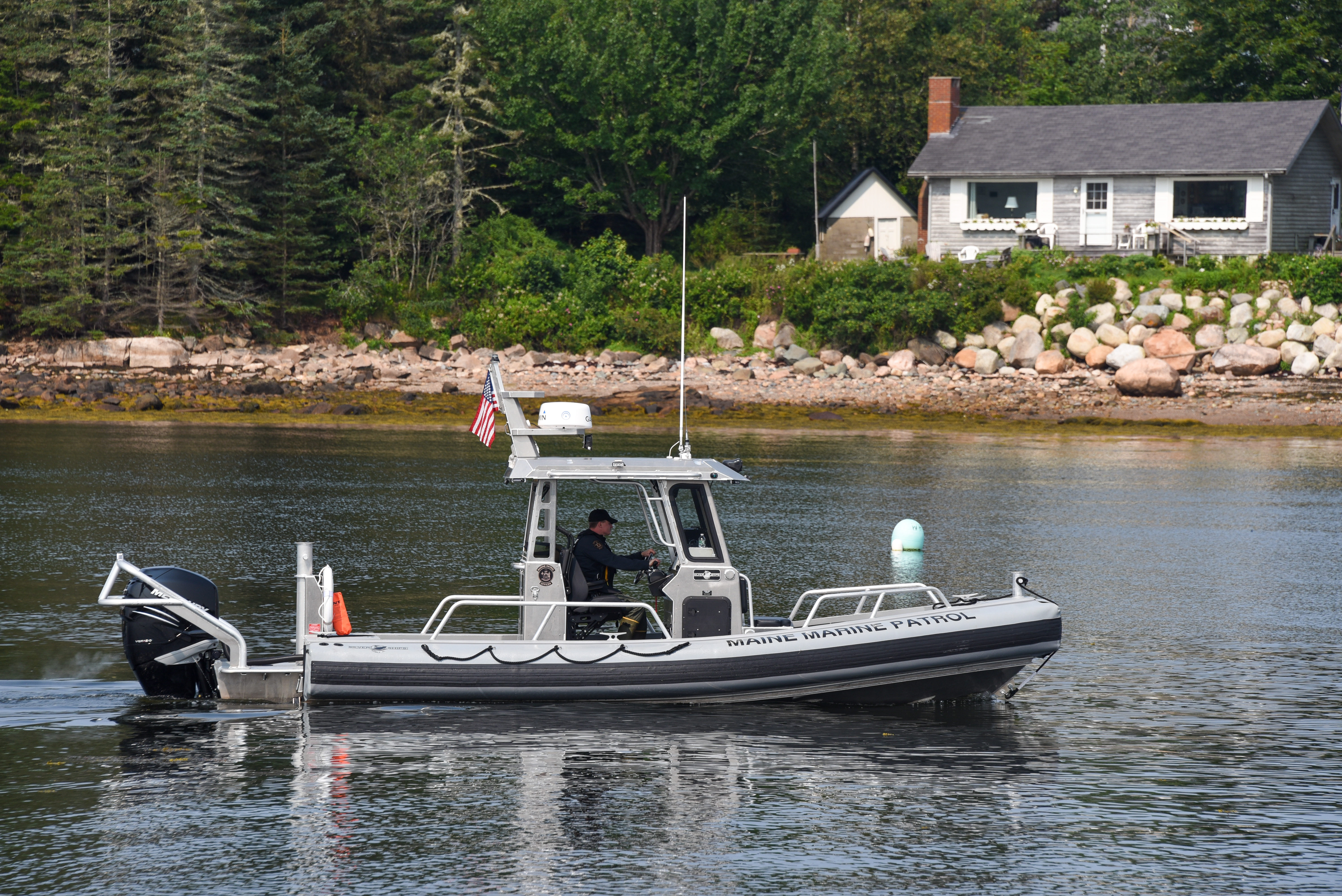
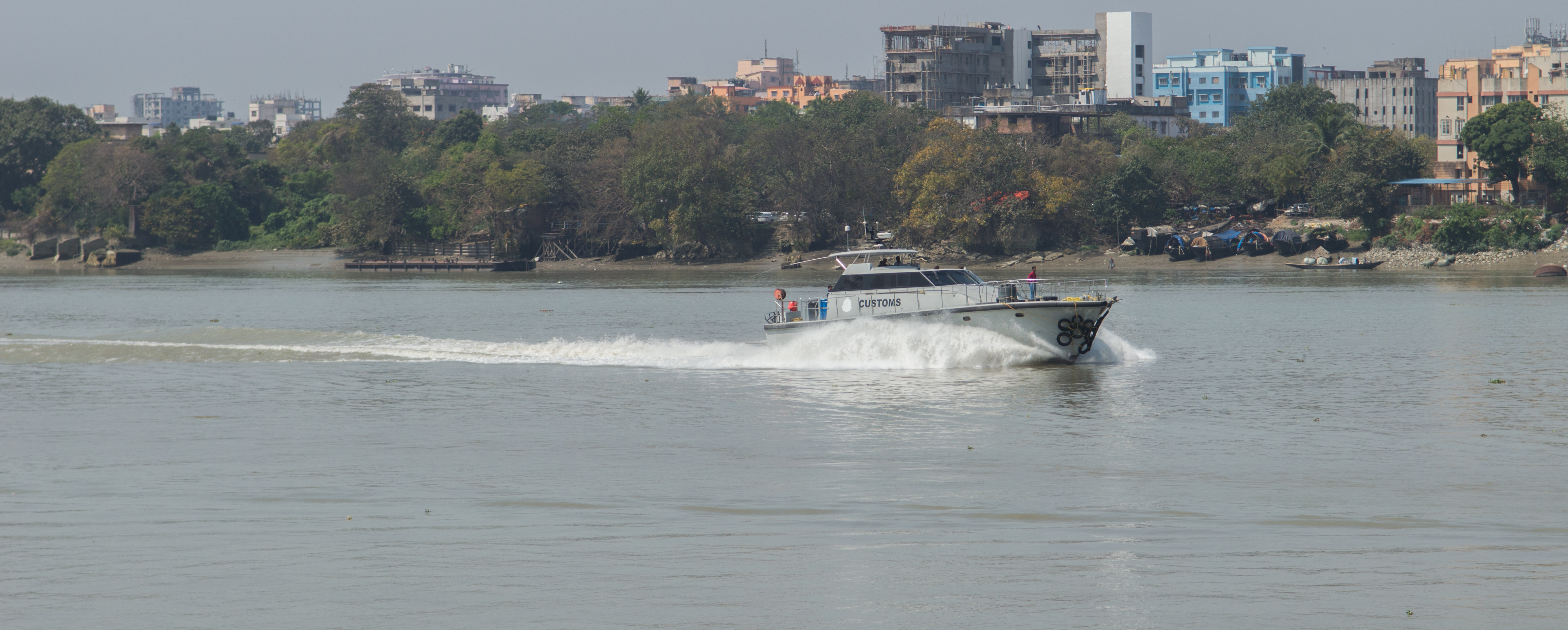
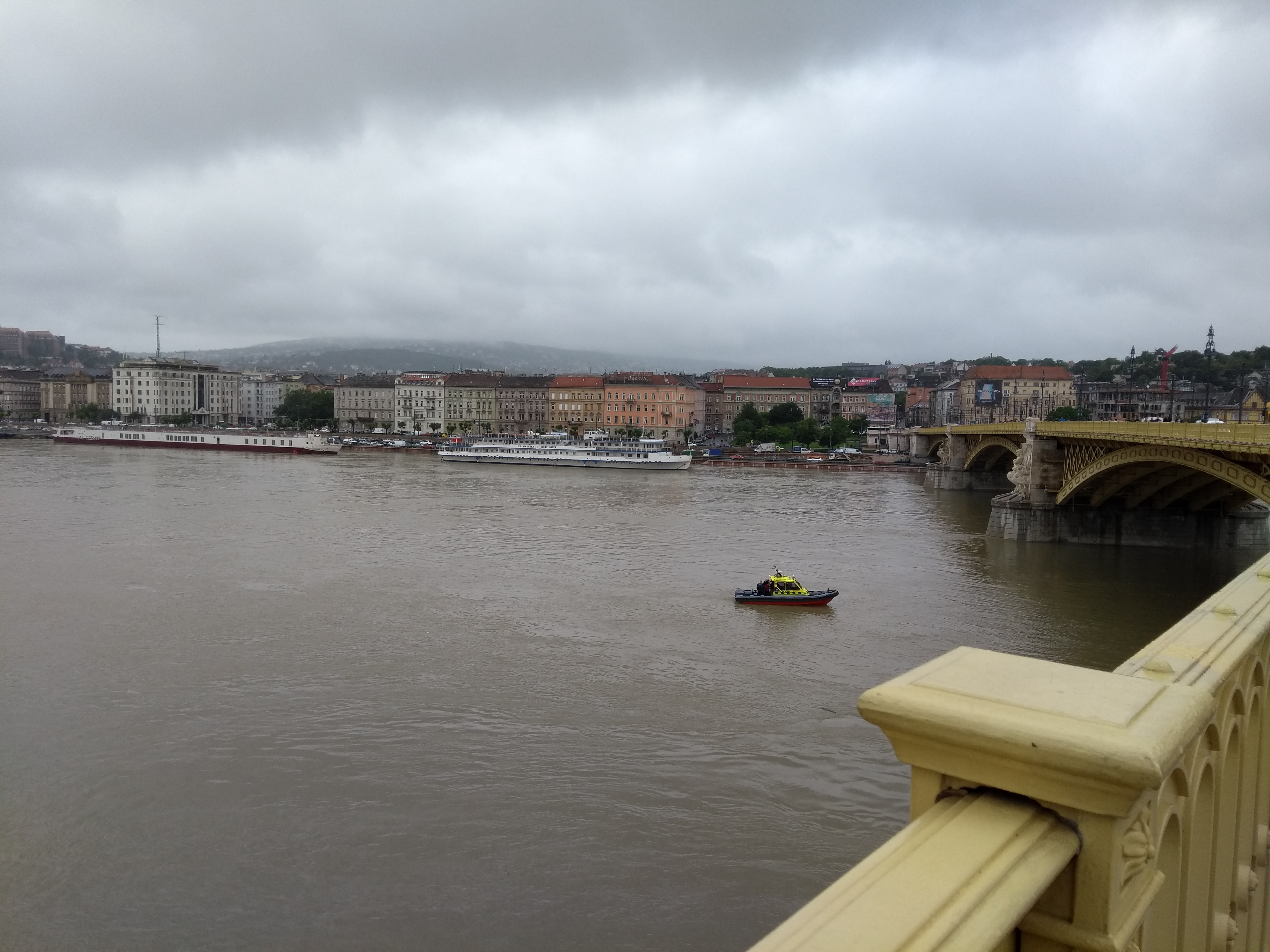
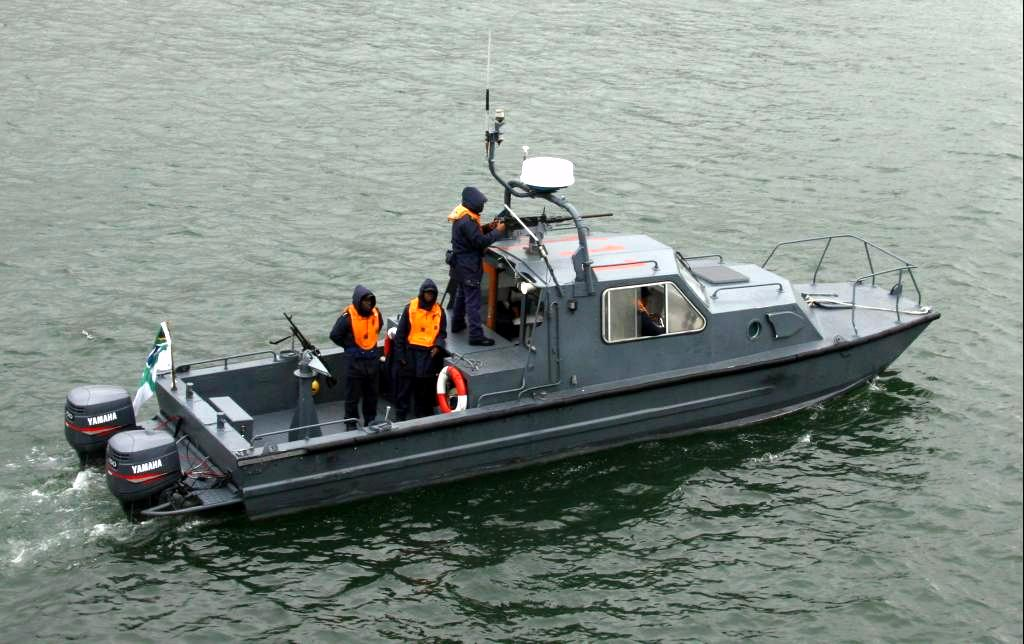
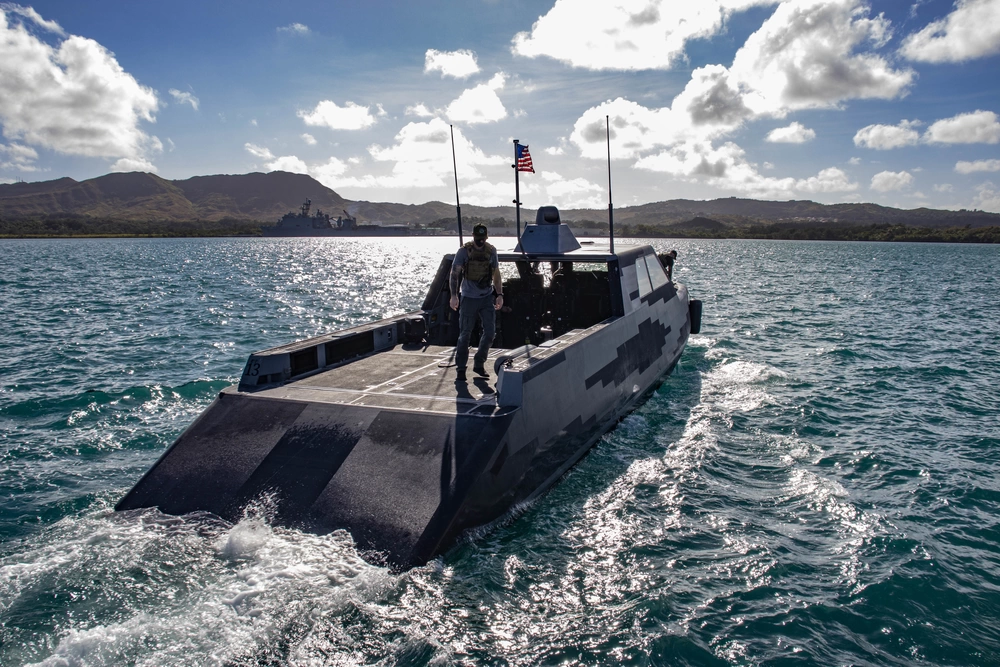
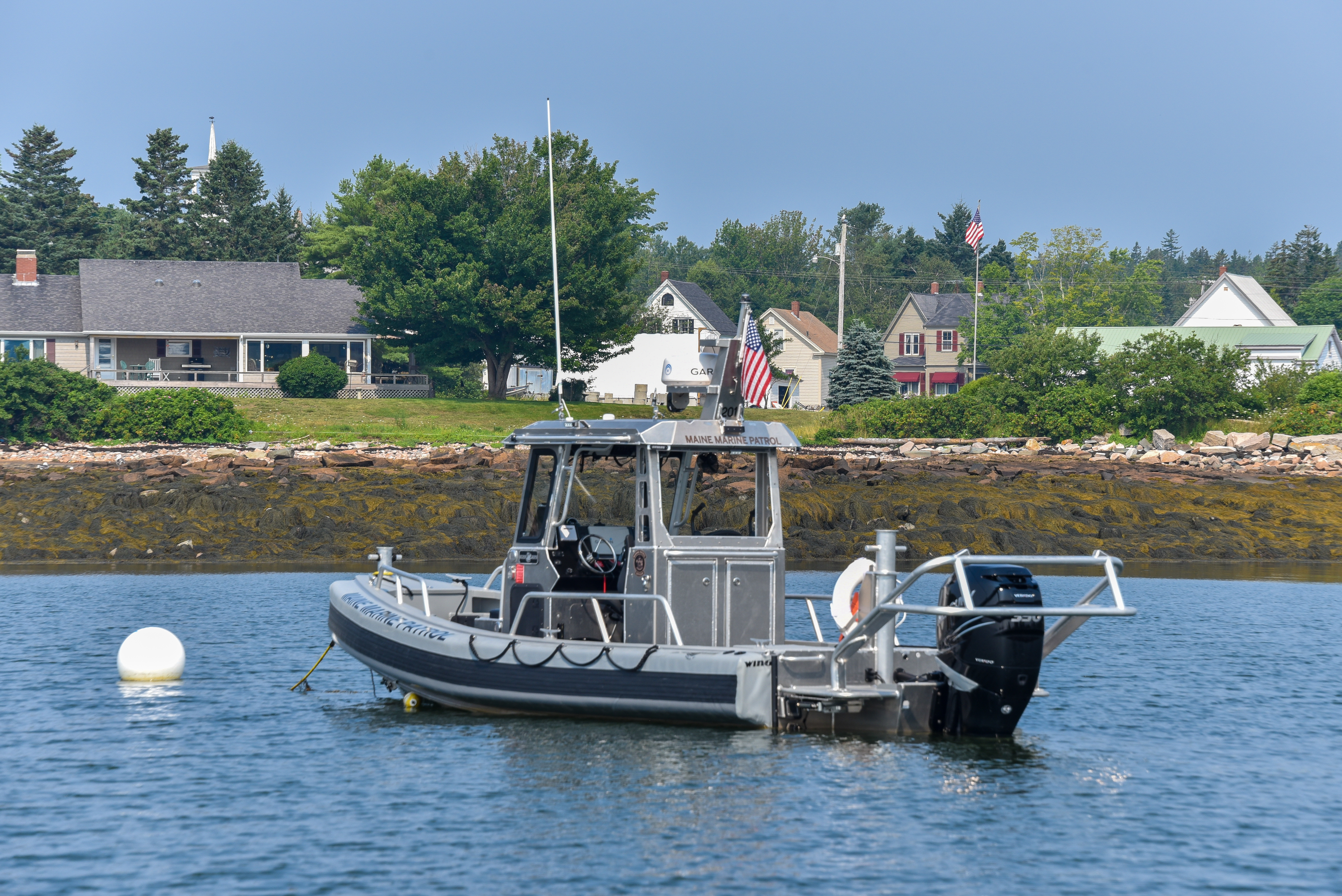
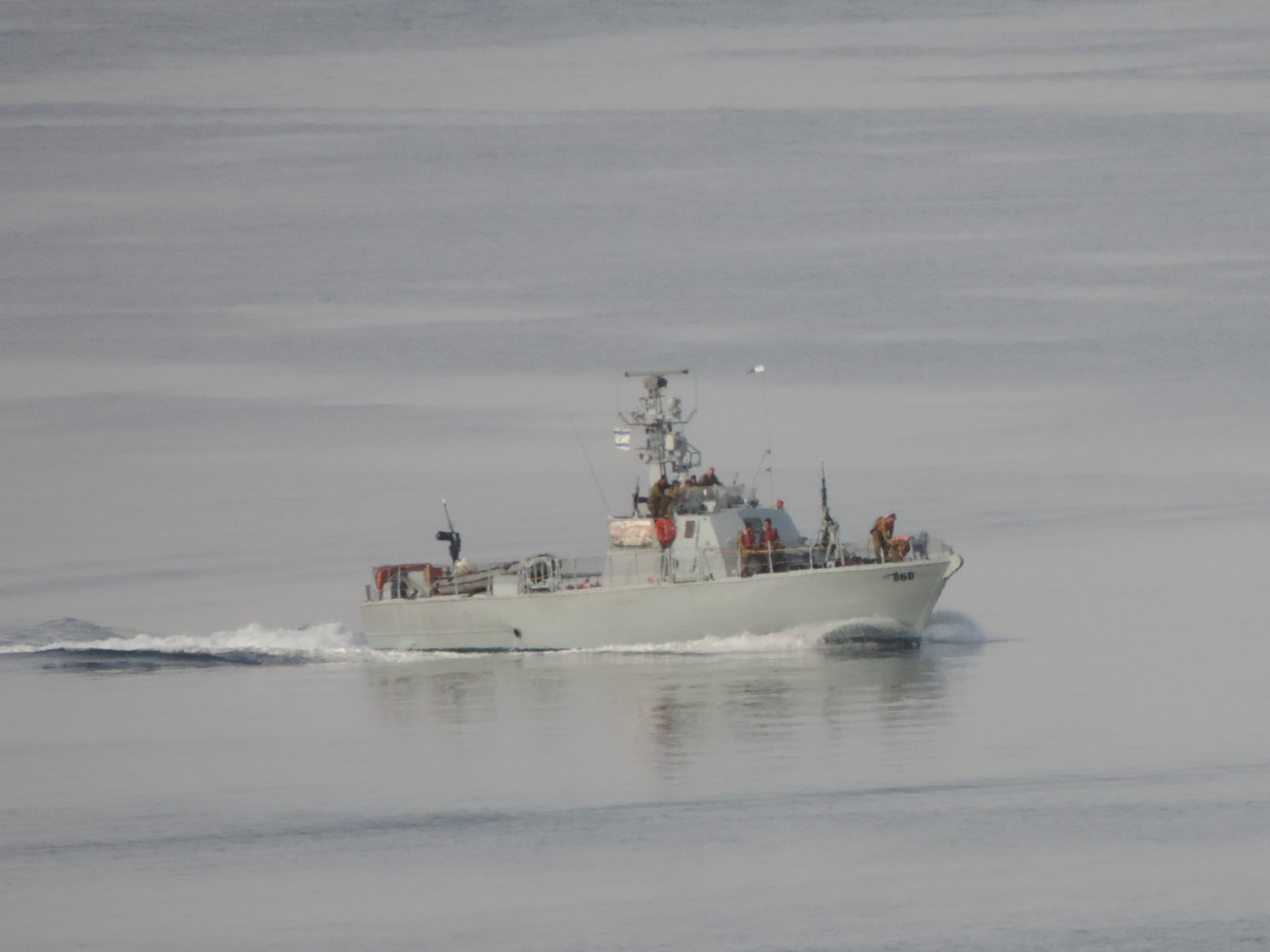
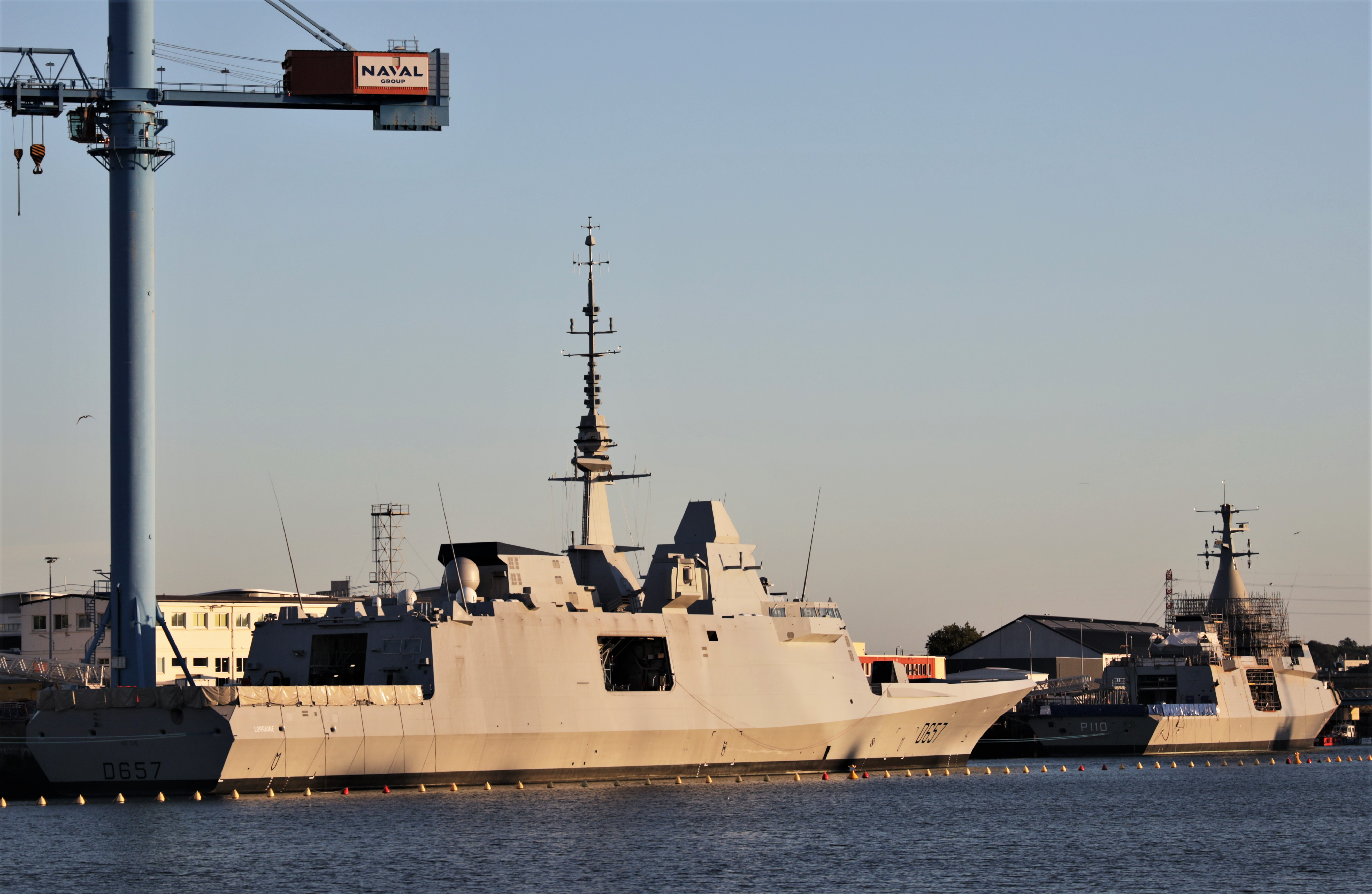
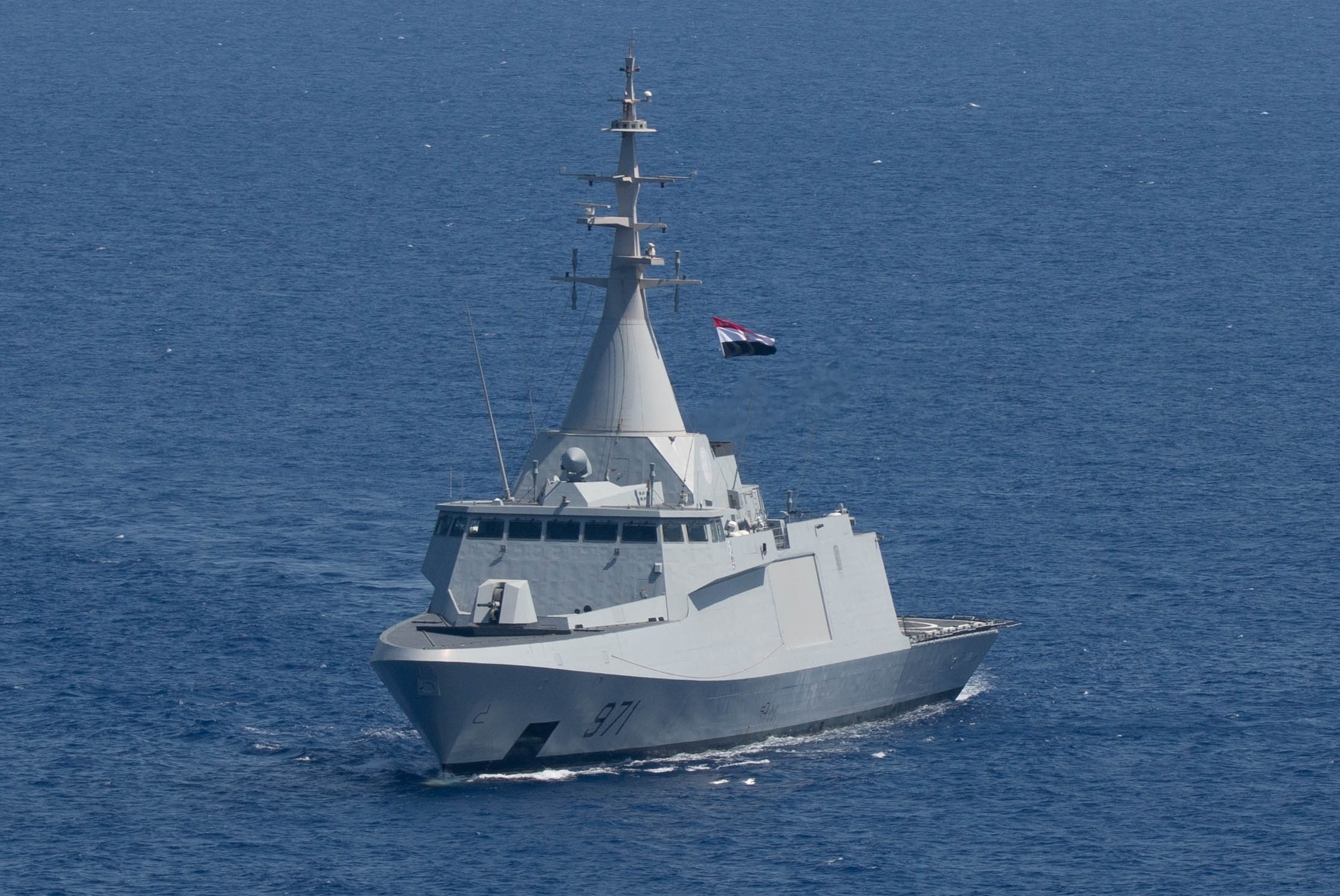
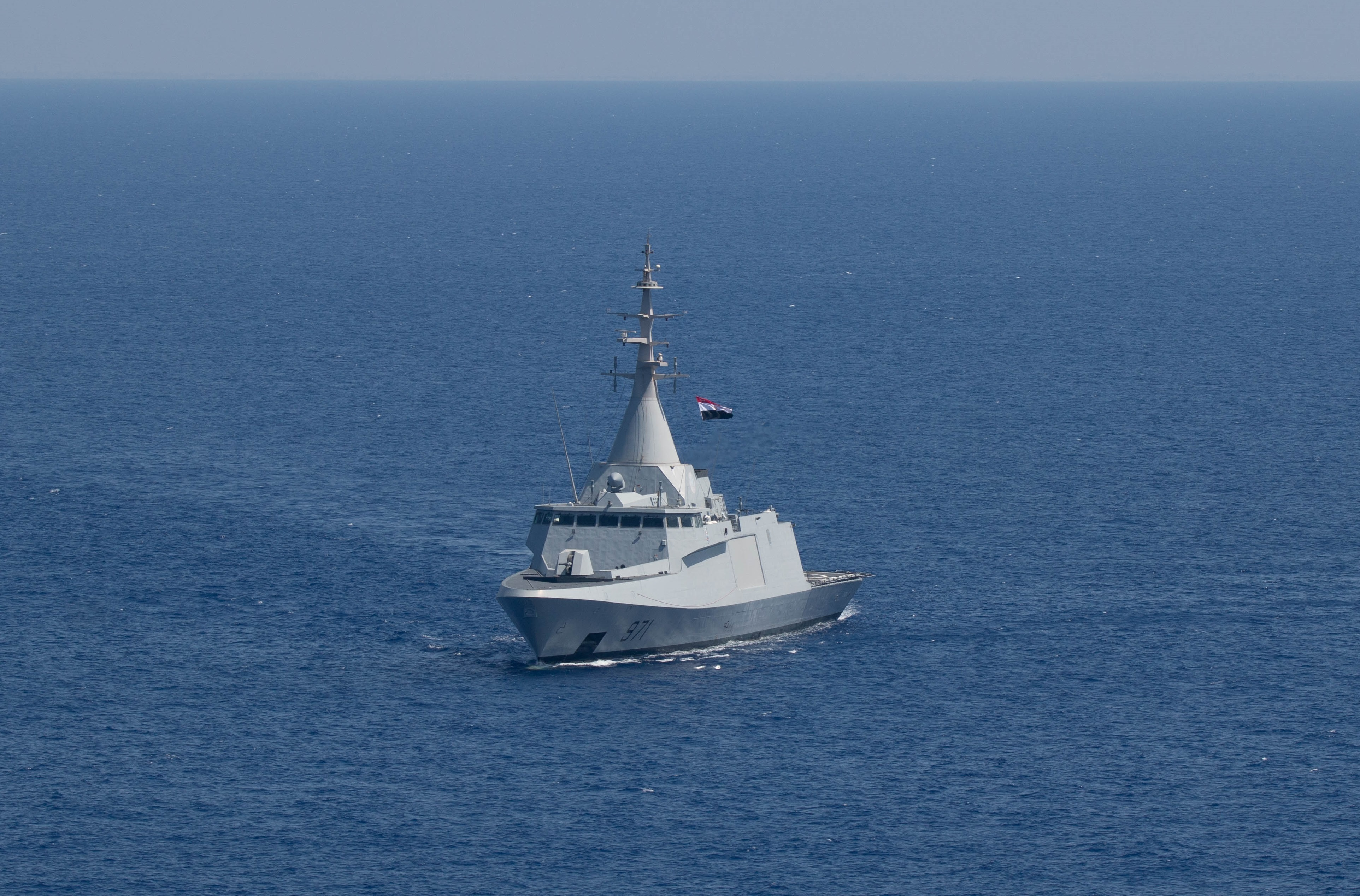
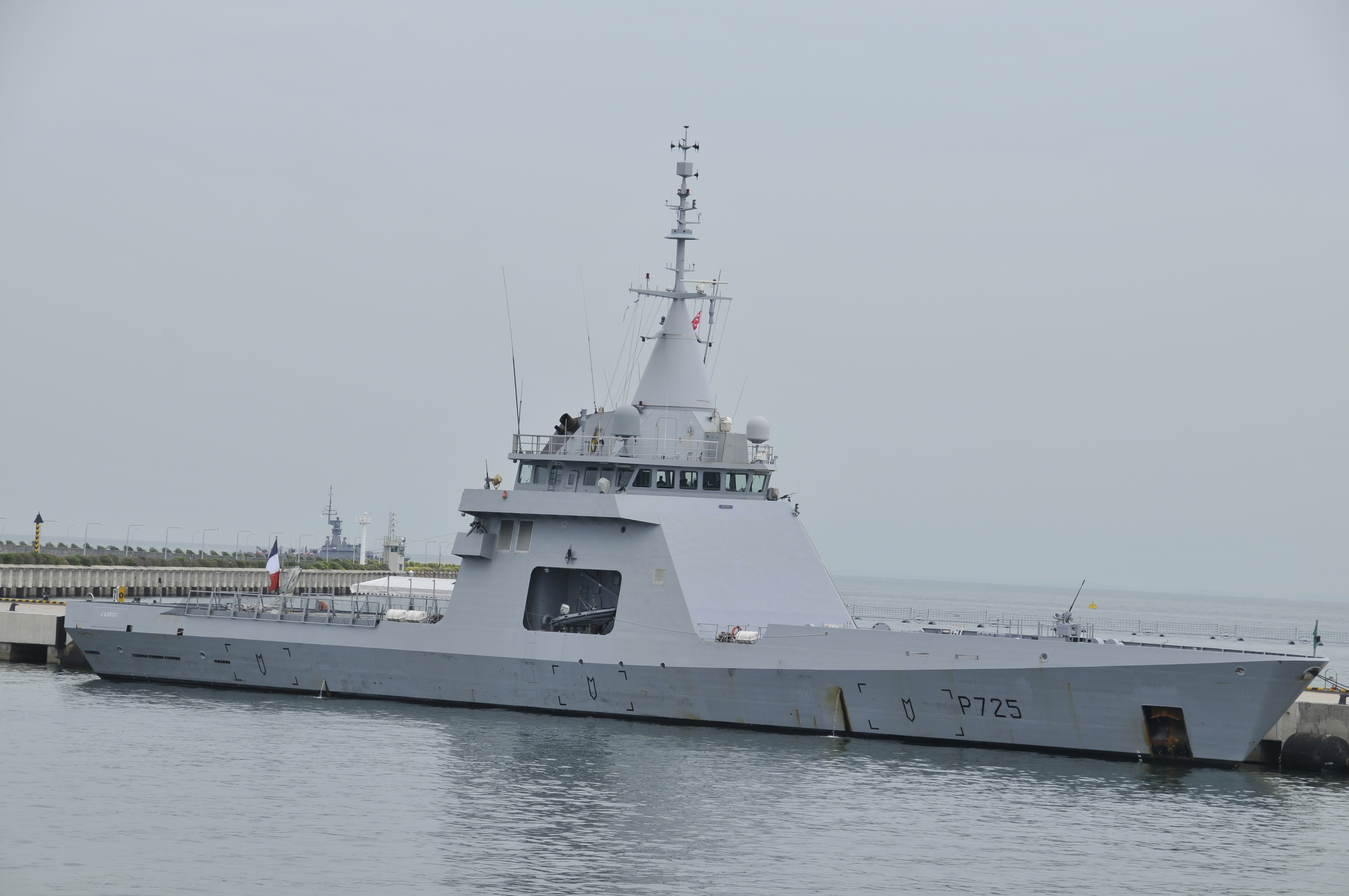
كورفيت جويند

1. 1 2 3 4 5  Jane's Fighting Ships 1976-77 (بالإنجليزية), 1976, p. 19, OL:26500035M, QID:Q40849690